# Seiersberg-Pirka
Seiersberg-Pirka är en kommun i Österrike. Den ligger i distriktet Graz-Umgebung i förbundslandet Steiermark.
Kommunen bildades vid en kommunreform i Steiermark 2015 genom en sammanslagning av kommunerna Pirka och Seiersberg.
Den består av sex orter/ortsdelar (Ortschaften) (inom parentes invånarantal 1 januari 2024):
- Bischofegg (103)
- Neupirka (188)
- Neuwindorf (363)
- Pirka (2 491)
- Seiersberg (8 328)
- Windorf (785)